# Chó chăn cừu Wales
Chó chăn cừu xứ Wales (tiếng xứ Wales: Ci Defaid Cymreig) là một giống chó chăn cừu có nguồn gốc bản địa là xứ Wales. Một số người gọi tên giống chó này với một cái tên không chính xác là Chó Collie Wales (Welsh Collie), thông thường, cái tên này chỉ được sử dụng cho kết quả của việc lai giống chó chăn cừu Wales và Chó Border Collie, một giống chó có trọng lượng nhẹ hơn và dễ quản lý hơn so với giống chó thuần chủng.

## Lịch sử
Có một lần có rất nhiều chó chăn cừu đặc biệt đực vận chuyển đến xứ Wales; trong thế kỷ 18, những người lái xe kéo đến xứ Wales bán cừu mang theo năm hoặc sáu con chó chăn cừu. Đây là giống chó chăn cừu đầu tiên của xứ Wales, có chân dài hơn và thân hình có cấu trúc vạm vỡ hơn so với giống chó hiện đại. Vào những năm 1940, chó chăn cừu xứ Wales vẫn còn phổ biến trên khắp miền bắc và miền trung xứ Wales.

## Ngoại hình
Chó chăn cừu Wales có chiều cao khoảng 18 inch (46 cm), nhưng trọng lượng dao động của giống chó này đối với chó chân dài hơn ở miền Bắc xứ Wales có trọng lượng 35 lb (16 kg) đến những con chó có thân hình chắc hơn, có trọng lượng từ 40 đến 45 lb (18 đến 20 kg) ở Glamorganshire và Monmouthshire. Không có lớp huấn luyện dành cho chó nào cho Chó chăn cừu xứ Wales vì nó hoàn toàn là một giống chó lao động, trợ giúp việc.